# كارلومان من بافاريا
كارلومان ( (بالألمانية: Karlmann)‏، (باللاتينية: Karlomannus)‏. عاش 830 - 22 مارس 880) كان ملك الفرنجة من سلالة كارولنجيون . كان الابن البكر للودفيش الألماني، ملك شرق الفرنجة ، وهيما ‏، ابنة بافاريا. عينه والده مارغريف بانونيا في 856 ، وعند وفاة والده في 876 أصبح ملك بافاريا . تم تعيينه من قِبل الملك لويس الثاني ملك إيطاليا كخليفة له، ولكن تم أخذ مملكة إيطاليا من قبل عمه شارل الأصلع في عام 875. غزاها كارلومان في عام 877. في عام 879 ، أصبح عاجزًا، ربما بسكتة دماغية ، وتخلى عن نطاقاته لصالح إخوته الصغار: بافاريا إلى لويس الأصغر ‏ وإيطاليا لتشارلز البدين .